# برايان جونسون (متزلج فني)
برايان جونسون (بالإنجليزية: Brian Johnson)‏ هو متزلج فني أمريكي، ولد في 5 نوفمبر 1995 في رويال أوك في الولايات المتحدة.

## وصلات خارجية
- برايان جونسون على موقع الاتحاد الدولي للتزلج (الإنجليزية)
- برايان جونسون على موقع الاتحاد الدولي للتزلج (الإنجليزية)
- برايان جونسون على موقع الاتحاد الدولي للتزلج (الإنجليزية)